# Centaurea aspera
Centaurea aspera — вид рослин роду волошка (Centaurea), з родини айстрових (Asteraceae). Зростає у південно-західній Європі й Марокко.

## Біоморфологічна характеристика
Багаторічник. Стебла 20–70 см, прямовисні або сланкі, загалом квадратні в нижній половині, прості чи розгалужені від основи. Листки від лопатево-еліптичних до лінійних, від злегка зубчастих до перистих. Квіткові голови поодинокі. Чашечка квіткової голови 12–17 × 5–17 мм, від дзвоноподібної чи яйцеподібної. Квіточки рожеві. Сім'янки 3.5–4.5 × 1.5–2.5 мм, яйцюваті, солом'яно-жовті. 2n=18.

## Середовище проживання
Рослина зростає в Марокко, Іспанії, Португалії, Франції, Італії; натуралізований у Великій Британії, Бельгії, на Канарах.